# وخز بالإبر
الوخز بالإبر  (بالإنجليزية: Acupuncture) هو نوع من أنواع الطب البديل، وإحدى الطرق في العلاج الصيني التقليدي. الوخز بالإبر مبني على معلومات غير علمية. العلاج بالإبر هو علم زائف. هناك مجموعة متنوعة من النظريات المتعلقة بالوخز بالإبر وذلك باختلاف الفلسفات التي تنظر لهذا الموضوع. وتختلف كذلك تقنيات الوخز باختلاف البلد. ويستعمل لتخفيف الآلام بإدخال الإبر في مناطق معينة في الجسم. تقول الفلسفة الصينية إن الوخز بالإبر يؤثر على قوة الحياة لدى الفرد وقنوات الطاقة التي تدور في الجسد. يدخل الواخز الإبرة في مناطق القنوات والأماكن المؤلمة في الجسد.
الاستنتاج العلمي للعديد من البحوث والدراسات والتجارب العملية والتي تناولت موضوع الوخز بالإبر انها متضاربة وغير متناسقة إلى حد كبير. وفي بحث لمؤسسة كوكرين اتضح ان الوخز بالإبر طريقة غير فعالة لمعالجة العديد من الأمراض. وربما يكون له دور في علاج الاستفراغ المتعلق بالأدوية الكيماوية السرطانية أو الاستفراغ مابعد العمليات الجراحية أو الصداع المزمن. وفي مراجعة منهجية وجدت أن دور الوخز بالإبر طفيف جدًا في علاج الألم. كما تشير الأدلة إلى عدم وجود أي أثر طويل الأمد للعلاج بالوخز. يعزو بعض العلماء التأثير الطفيف إلى مفهوم العلاج بالإيحاء.
نتائج العديد من التجارب والمراجعات المنهجية للوخز بالإبر غير متناسقة، ما يشير إلى أنها ليست فعالة. وجدت لمحة عامة عن مراجعات كوكرين عدم فعالية الوخز بالإبر في مجموعة واسعة من الظروف. وجدت مراجعة منهجية أجراها علماء الطب في جامعتي إكستر وبليموث القليل من الأدلة على فعالية الوخز بالإبر في علاج الألم. وعمومًا، تشير الأدلة إلى عدم إنتاج العلاج بالإبر على المدى القصير فوائد طويلة الأمد. وتشير بعض نتائج الأبحاث أن الوخز بالإبر يمكن أن يخفف بعض أشكال آلام الظهر، على الرغم من أن معظم الأبحاث تشير إلى عدم وجود آثار واضحة للوخز بالإبر على العلاج نفسه. وخلص استعراض منهجي أن تأثير التسكين للوخز بالإبر يبدو أنه  يفتقر إلى الأهمية السريرية ولا يمكن تمييزه عن التحيز بوضوح. وجد تحليل تلوي واحد مساعدة الوخز بالإبر في تقديم الرعاية لآلام الظهر المزمنة ووجدوه معياريًا من حيث التكلفة، في حين وجدت مراجعة منهجية منفصلة أدلة كافية لمردودية الوخز بالإبر لعلاج آلام الظهر المزمنة.
الوخز بالإبر آمن عمومًا عند ممارسته من قبل ممارسين مدربين بشكل مناسب باستخدام إبرة نظيفة وتستخدم لمرة واحدة. عندما يُطبق بشكل صحيح، فله نسبة منخفضة من الآثار الجانبية. لا تحدث حوادث أو إصابات عادة، وترتبط الحوادث غالبًا مع إهمال الممارس، لا سيما عند تطبيق تقنيات معقمة. جاء في الاستعراض الذي أجري في عام 2013 أن تقارير انتقال العدوى زادت بشكل ملحوظ في العقد السابق. وكانت الأحداث السلبية الأكثر تكرارًا عبارة عن استرواح الصدر والالتهابات. طالما بقيت الأحداث السلبية الخطيرة التي يتعين الإبلاغ عنها مستمرة، فمن المستحسن تدريب ممارسي تقنية الوخز بالإبر بشكل كاف من أجل الحد من هذه المخاطر.
لم يجد البحث العلمي أي دليل نسيجي أو فسيولوجي للمفاهيم التقليدية الصينية مثل مفهوم تشي، ومفهوم خطوط الطول ونقاط الوخز بالإبر، ولم يعد العديد من الممارسين الحديثين يعتمدون على وجود طاقة قوة الحياة (تشي) أو خطوط الطول، الذي كان جزءًا رئيسيًا من النظم والمزاعم السابقة. يعتقد أن تقنية الوخز بالإبر قد نشأت في الصين نحو 100 قبل الميلاد، أي في وقت نشر كلاسيكية الإمبراطور الاصفر في الطب الباطني (هوانغدي نيجين)، على الرغم من إشارة بعض الخبراء إلى أنه ربما جرت ممارسته في وقت سابق. مع مرور الوقت، تضاربت المزاعم والمعتقدات التي ظهرت حول تأثير دورات القمر -السماوية والأرضية- وطاقات اليين واليانغ، و«إيقاع الجسم» على فعالية العلاج. وتذبذبت شعبية الوخز بالإبر في الصين بسبب التغيرات في القيادة السياسية للبلاد وتفضيل استخدام العقلانية، أو الطب الغربي. انتشرت تقنية الوخز بالإبر لأول مرة في كوريا في القرن السادس الميلادي، ثم في اليابان عن طريق البعثات الطبية، ومن ثم إلى أوروبا، بدءًا من فرنسا، في القرن العشرين، وامتدت أيضًا إلى الولايات المتحدة والدول الغربية، وهُجرت العناصر الروحانية للوخز بالإبر المتعارضة مع المعتقدات الغربية في بعض الأحيان إذ استخُدمت تقنية الوخز بالإبر ببساطة في نقاط الوخز (كتقنية طبية دون المدلولات الروحية).

## ماهية الإبر الصينية
الإبر الصينية : هي إبر رفيعة جداً تُغرز في أماكن محددة من الجسم بهدف علاج بعض الأمراض أو الوقاية منها.

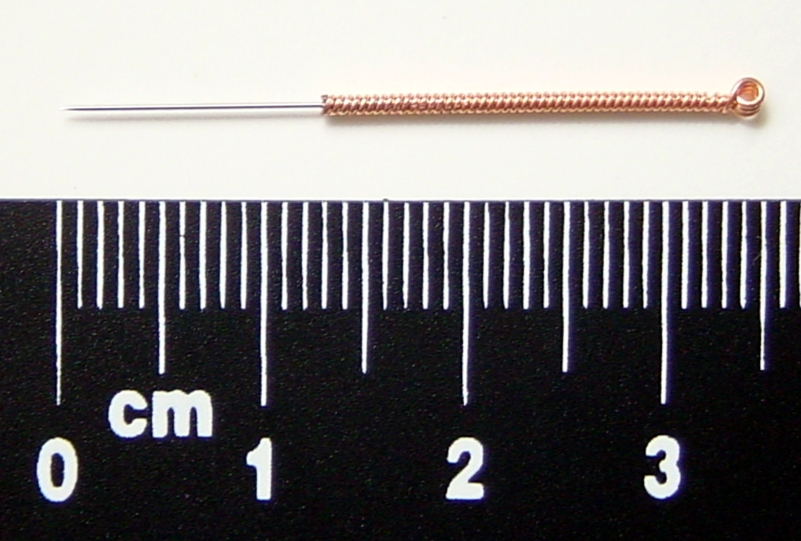
نوع من أنواع الإبر الصينية المستخدمة في الوخز

الوخز بالإبر : هي الممارسة الصينية باختراق مناطق محددة من الجسم على طول الأعصاب الطرفية باستخدام إبر دقيقة لتخفيف الألم، والتخدير الجراحي، ولأغراض علاجية.
يسود الاعتقاد بحسب الفلسفة الصينية أن الإبر تعيد التوازن في الجسم، وأن الطاقة (بالصينية “تشي qi”) تسير في مسارات متعددة مختلفة في الجسم، ولأسباب غير معروفة فإن بعض المسارات تصاب بخلل ما فيتأثر سريان الطاقة، ويمكن إعادة التوازن بغرز الإبر في مواضع معينة من هذه المسارات، وفي بداية الأمر كان هناك حوالي 365 نقطة متفرقة في الجسم لغرز الإبر، لكن عدد هذه النقاط زاد كثيراً مع تطور العلاج. بالرغم من ذلك أجريت كثير من الدراسات النسيجية والوظيفية لتلك النقاط ولم يثبت وجود أي شيء يميز تلك النقاط.
وطبقا لنظرية الطب الصيني التقليدي، فإن أماكن الوخز بالإبر تقع على خطوط الطاقة، التشي، والطاقة الحيوية، والتدفق. لكن لا يوجد أساس في علم التشريح أو علم الأنسجة لأماكن الوخز بالإبر أو خطوط الطاقة. كما تشير الكتابات الحديثة لأماكن الوخز بالإبر على أنها مجرد اقتراحات مفيدة في الممارسة الأكلينيكية. ووفقا لبيان المعاهد الوطنية للصحة، اتفقت الآراء على أنه من الصعب التوفيق بين المفاهيم الطبية الصينية التقليدية والمعرفة الطبية المعاصرة. ولكنها لا تزال تلعب دورا هاما في تقييم المرضى وصياغة أسس العلاج بالوخز بالإبر.
إن أقدم نص متاح عن الوخز بالإبر هو (قانون الأمراض الباطنية للإمبراطور الأصفر)، والذي يشير إلى أن الوخز بالإبر قد نشأت في الصين، وسنوضح سبب ارتباطه بالطب الصيني التقليدي. هناك طرق مختلفة لوخذ الإبر تمارس وتدرس في جميع أنحاء العالم مثل: الطريقة الصينية التقليدية واليابانية والتبتية، والفيتنامية والكورية.

## تاريخ الوخز بالإبر

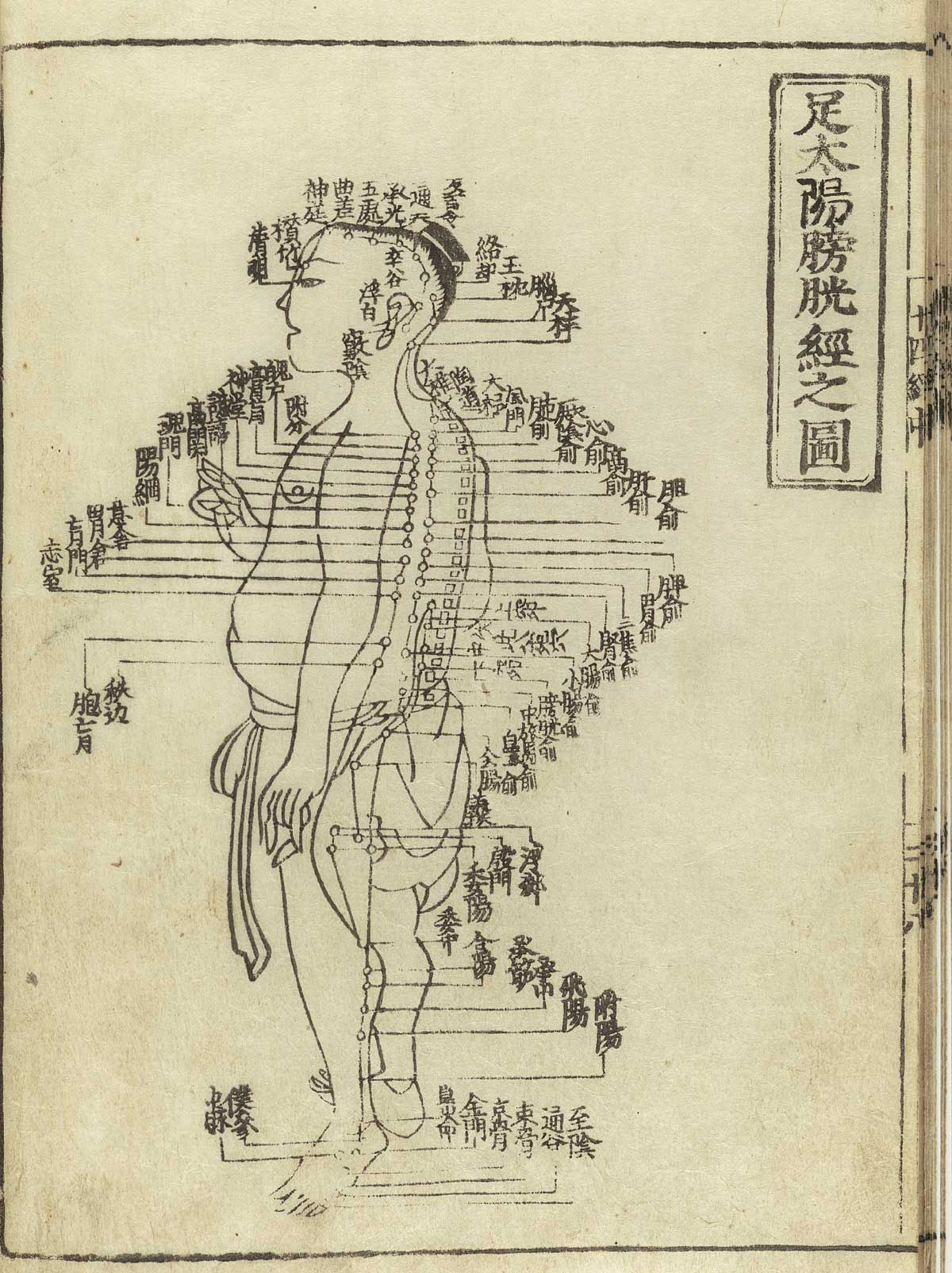
رسم توضيحى للوخز بالابر من هوا شوا (fl. 1340s، ومينغ داينستى(. هذه الصورة من شي سى جينغ فا هوي (مصطلح خطوط الطاقة الأربعة عشر). (طوكيو :Suharaya Heisuke kanko, Kyoho gan، Kyoho 1716).

الإبر الصينية هي إحدى ممارسات الطب الصيني القديم نشأت وتطورت عبر آلاف السنين وكانت تستعمل قديما الحجارة الحادة حيث تغرس في الجسم لتحدث تأثيرا معينا ثم تطورت وبدأ استخدام عظام الحيوانات وخشب الخيزران ثم استخدمت المعادن بدءا بالبرونز والحديد ثم النحاس فالفضة والذهب حتى وصلنا إلى الإبر الموجودة اليوم والتي عادة تكون من معدن الفولاذ الذي لا يصدأ «ستانلس».

### العصور القديمة
يعود الوخز بالإبر في الصين إلى العصر الحجري. فقد عثر علماء الآثار في منغوليا الداخلية على إبر حجرية حادة تعود إلى حوالي 3000 قبل الميلاد. ويعود أوضح دليل للألفية الأولى قبل الميلاد، حيث تعود الدلائل الأثرية التي وجدت لعصر هان دينستى (202 قبل الميلاد -220 ميلادية).[بحاجة لمصدر]
كشفت اختبارت أجريت حديثا على مومياءأوتزي التي وجدت في جبال الألب ويبلغ عمرها 5000 عاما عما يزيد على خمسين وشما رسم على جسدها، يقع بعضها في أماكن الوخز بالإبر التي تستخدم اليوم لعلاج بعض الأمراض. ويعتقد بعض العلماء أن هذا دليل على أنه كان هناك ممارسات مشابهة للوخز بالإبر كانت تمارس في أماكن أخرى من اوراسيا في أوائل العصر البرونزي. وطبقا لمقال نشره دورفر في دورية لانسيت '، قال فيه: "إننا نفترض وجود نظام طبي مماثل للوخز بالإبر (الوخز بالإبر والكى) كان يمارس في أوروبا الوسطى عام قبل 5200. وهناك طريقة مشابهة للعلاج بالوخز بالإبر يبدو أنها كانت تستخدم لفترة طويلة تسبق الفترة التي عرف في الطب التقليدي في الصين القديمة. وهذا يثير احتمال أن الوخز بالإبر نشأت في اوراسيا قبل ما لا يقل عن 2000 عاما قبل ما كنا نعتقد.
من غير المؤكد أن الوخز بالإبر قد نشأ في الصين. حيث أن أول إشارة لاستخدام هذه التقنية كانت في أقدم نص طبى صينى هو كلاسيكيات الطب الباطنى للإمبراطور الأصفر، والذي تم تجميعه بين عامى 305-204 قبل الميلاد. ومع ذلك، فإن النصوص الطبية الصينية التي تعود لعام 68 قبل الميلاد) لم تذكر الوخز بالإبر. كما عثر على بعض النصوص الهيروغليفية يعود تاريخها إلى 1000 قبل الميلاد، تشير لاستخدام الوخز بالإبر. في العصور القديمة، استخدمت حجارة بيان، وهى صخور حادة استخدمت في علاج الأمراض، تم اكتشاف البعض منها بين الاّثار. ويعتقد بعض العلماء أنها استخدمت لفصد الدم بأساليب مشابهة لتقنيات الوخز بالإبر.
وتقول إحدى الأساطير،، أن الوخز بالإبر بدأ في الصين عندما أصيب بعض الجنود الذين جرحوا في معركة ما بسهام شعروا بعدها بتخفيف الألم في أجزاء أخرى من الجسم. وبالتالي بدأ الناس تجربة استخدام السهام (ثم الإبر في وقت لاحق) في العلاج.

### العصور الوسطى
انتشر الوخز بالإبر من الصين إلى كوريا، واليابان وفيتنام ومناطق أخرى في شرق آسيا. كان المبشرون البرتغاليون هم أول من عرف الغرب بالوخز بالإبر، وكان ذلك في القرن السادس.

### العصر الحديث
في 1970، عرف الوخز بالإبر في الولايات المتحدة بعد مقال نشر في صحيفة نيويورك تايمز كتبه ريستون، الذي خضع لاستئصال طارئ للزائدة الدودية أثناء زيارته للصين. استخدم التخدير العادي أثناء العملية الجراحية، بينما استخدم الوخز بالإبر لعلاج اّلام ما بعد الجراحة. كانت الرابطة الوطنية للعلاج بالإبر، هي أول جمعية وطنية للوخز بالإبر في الولايات المتحدة. وكانت هي أول من قدمه للغرب من خلال البحوث والحلقات الدراسية. وقد قامت الرابطة الوطنية للعلاج بالإبر بإنشاء عيادة اّلام الوخز بالإبر في جامعة كاليفورنيا بلوس أنجلوس وعينت بها فريق عمل، كان ذلك في عام 1972. وكانت هذه أول عيادة رسمية في كلية طبية في الولايات المتحدة. [بحاجة لمصدر] ويقال أن أول عيادة للوخز بالإبر في الولايات المتحدة، افتتحها الدكتور ياو وو لي في واشنطن، في 9 يوليو 1972. [هل المصدر موثوق به؟] خصصت دائرة الإيرادات الداخلية الأمريكية مصاريف للعلاج بالوخز بالإبر تحت مسمى مصاريف طبية اعتبارا من عام 1973.

## الممارسة السريرية

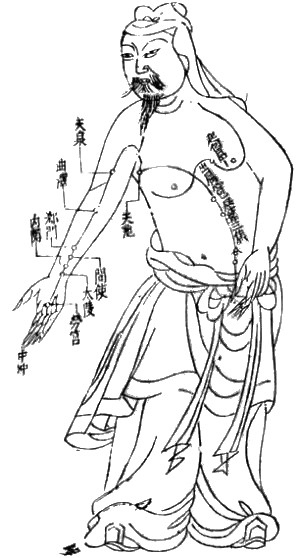
لوحة تبين أماكن الوخز بالابر الصينية من أسرة مينغ

يستخدم أخصائيو الوخذ بالإبر المعاصرين إبر دقيقة من المعدن الذي لا يصدأ، وتستخدم لمرة واحدة فقط،0.007 إلى 0.020 بوصة (0.18 إلى 0.51 مـم) وتعقم بأكسيد الإيثيلين أو جهاز التعقيم. هذه الإبر قطرها صغير جدا (وبالتالي أقل إيلاما) عن إبر الحقن تحت الجلد لأنها لا يجب أن تكون جوفاء لأغراض الحقن. الثلث الأعلى من هذه الإبر عبارة عن سلكا سميكا (عادة برونز)، أو مغطى بالبلاستيك، لتقوية الإبر وتمكن الأخصائى من الإمساك بها عند إدخالها. يعتمد حجم ونوع الإبرة المستخدمة، وعمق إدراجها، على الأسلوب الذي يتبعه الأخصائى.
إن العلاج عن طريق تدفئة نقطة الوخز بالإبر، وذلك عادة عن طريق (حرق مجموعة من الأعشاب، غالبا حشيشة النار)، يختلف عن العلاج بالوخز بالإبر، ويستخدم غالبا وليس حصريا، كعلاجا تكميليا. عادة ما يشير المصطلح الصينى زين جيو، إلى الوخز بالإبر، ويتكون من زين أي "إبرة"، وجيو أي الكى". يستخدم الكى الاّن بدرجات متفاوتة في كليات الطب الشرقي. على سبيل المثال، في أحد الطرق المعروفة، يتم إدخال الإبرة في نقطة الوخز بالإبر، ثم ربط طرفها الخارجي بعشبة موكسا المجففة، ثم إشعالها. ومن ثم تبدأ العشبة في الاحتراق بدون لهب لعدة دقائق (حسب كمية العشب)، ثم توصل الإبرة الحرارة إلى الأنسجة المحيطة بالإبرة في جسم المريض. كما أن هناك تقنية أخرى شائعة وذلك بوضع كم من عصا الموكسا المتوهجة فوق الإبر. وفي بعض الأحيان تحرق الموكسا على سطح الجلد، بعد وضع مرهم لحماية الجلد من الحرق، على الرغم من أن حرق الجلد هو ممارسة شائعة في الصين.

### نظرية بوابة التحكم قي الألم
«نظرية بوابة التحكم قي الألم» (وضعها رونالد ميلزاك وباتريك وول، عام 1962) وفي عام 1965، اقترحا أن الألم ليس مجرد نتيجة مباشرة لتنشيط ألياف الألم، ولكن ينتج عن التفاعل بين الإثارة والكبت لمسارات الألم. وفقا للنظرية، فإن التحكم في الألم يكون بتثبيط مسارات الألم. وعلى ذلك، فإن الإحساس بالألم يمكن أن يتغير (الشعور به أو عدم الشعور به) عن طريق عدد من الوسائل من الناحية الفسيولوجية والنفسية والطبية. قامت نظرية بوابة التحكم بناء على علم الأعصاب بعيدا عن الوخز بالإبر، الذي اعتبر في وقت لاحق آلية لتوضيح فرضيات تحليل عمل الوخز بالإبر في جذع الدماغتشكيل شبكة جذع الدماغ. والذي قامت به أخصائي ألمانى في علم الأعصاب في عام 1976.
ويؤدي ذلك إلى نظرية التحكم المركزي في بوابة الألم، أي قصر الشعور بالألم داخل الدماغ (وليس في الحبل الشوكي أو ما يحيط به) عن طريق إفراز للمواد الأفيونية (مسكنات الألم الطبيعية التي تنتجها الدماغ) والهرمونات العصبية مثل الإندورفين والإنكيفالين (والتي تنتج المورفين بشكل طبيعي).

### نظرية الهرمونات العصبية

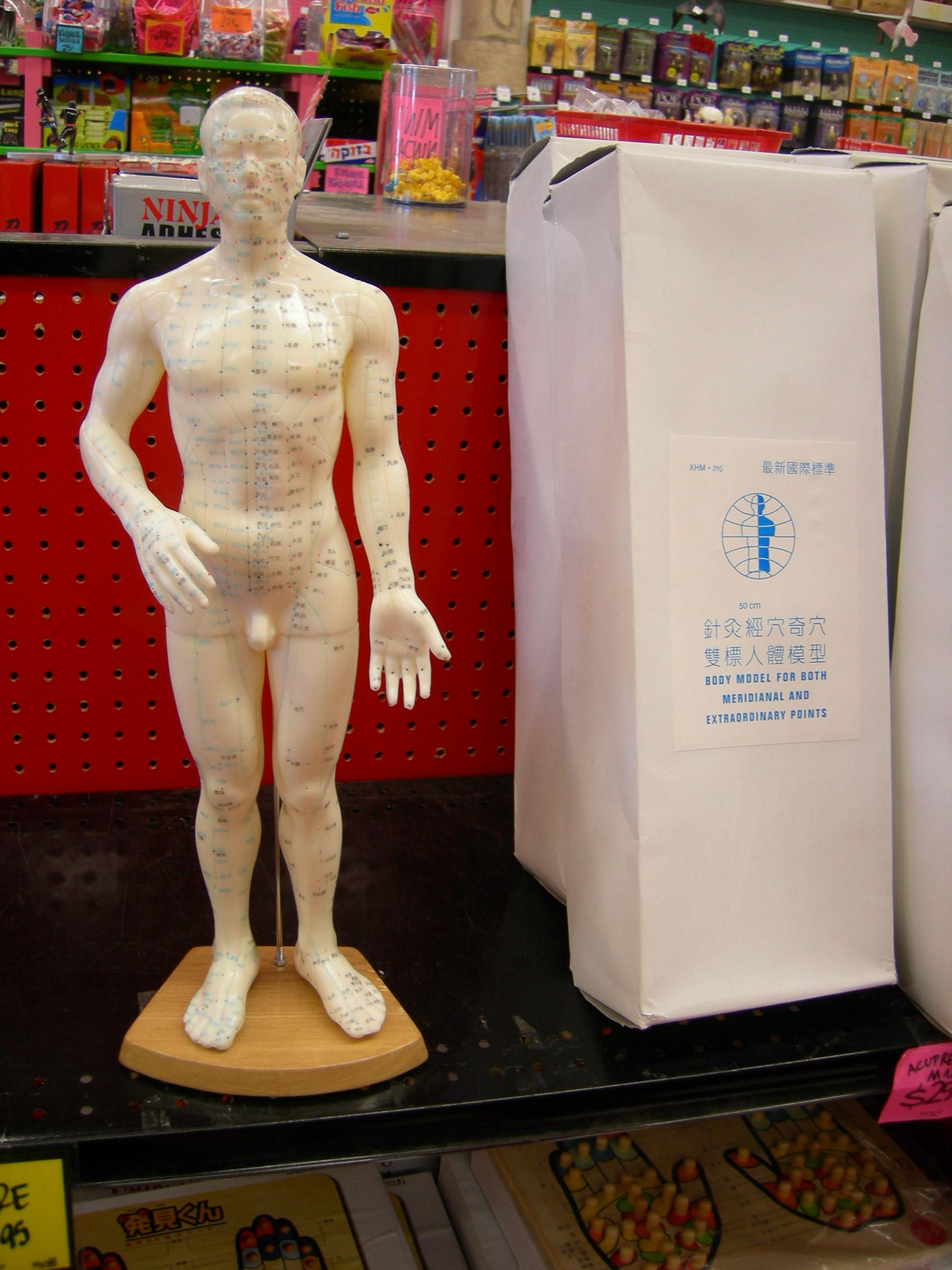
النموذج الحديث للوخز بالابر.

يمكن لناقلات الألم أن تتكيف مع العديد من المستويات الأخرى في الدماغ على طول مسارات الألم، بما في ذلك القشرة الرمادية، المهاد، مسارات التغذية المرتدة من قشرة المخ إلى المهاد. إن قصر الألم على هذه الأماكن في المخ غالبا يكون من خلال الهرمونات العصبية، وخصوصا تلك التي ترتبط بمستقبلات الأفيونيات (مكان القضاء على الألم).
تشير بعض الدراسات إلى أن التأثير المسكن للوخز بالإبر يرتبط بإفراز الإندورفين الطبيعي في المخ. ويمكن استنتاج ذلك من خلال إعاقة عمل الإندورفين (أو المورفين) باستخدام عقار يسمى نالوكسون. عند تناول المريض للنالوكسون، فيعيق التأثير المسكن للمورفين، مما يتسبب في شعور المريض بالألم مرة أخرى. عندما يعطى النالوكسون للمريض الذي يتعالج بالوخز بالإبر، فيمكن أيضا أن يعيق التأثير المسكن للإبر، ممايزيد الألم عند المريض. وتجدر الإشارة إلى أن الدراسات تستخدم ظروف مماثلة، بما في ذلك تناول النالوكسون، مما وضح دورا الأفيونيات الذاتية في التأثير الوهمي، مما يدل على أن هذه الاستجابة ليست مقصورة على الوخز بالإبر.
وأشارت دراسة أجريت على القرود عن طريق تسجيل النشاط العصبي مباشرة في مهاد الدماغ إلى أن التأثير المسكن للوخز بالإبر استمر أكثر من ساعة. بالإضافة لذلك، هناك تداخل كبير بين الجهاز العصبي ووخز الإبر في النقاط العصبية (نقاط رقيقة جدا) في متلازمة اللفافة العصبية.
وتشير الأدلة إلى أن التأثير المسكن للوخز بالإبر يشمل المهاد ويظهر ذلك باستخدام صور الرنين المغناطيسي الوظيفي، والأشعة المقطعية بالانبعاث البوزيتروني، وتقنيات تصوير الدماغ، وعبر مسارات التغذية المرتدة من قشرة المخ باستخدام أجهزة التسجيل الإلكترووظيفية لتسجيل النبضات العصبية في الخلايا العصبية في القشرة مباشرة، والتي تظهر تأثيرا مثبطا أثناء الوخز بالإبر. كما كان التأثير مشابها في حالات الاستجابة الوهمية. وأظهرت دراسة أن استخدام صور الرنين المغناطيسي الوظيفي، بينت أن التأثير المسكن الوهمي مرتبط بانخفاض نشاط المهاد، وinsula الأمامي cingulate قشرة.
وفي الآونة الأخيرة، تبين أن الوخز بالإبر يزيد من أكسيد النتريك في الأماكن التي تتم معالجتها، مما يؤدى إلى زيادة الدورة الدموية الموضعية. كما أجريت دراسات على الالتهابات وفقر الدم الموضعى أيضا.

## ما توصل اليه العلماء حديثا في هذا المجال
تم اقتراح العديد من الفرضيات لتعريف الاّليات الفسيولوجية للوخز بالإبر.

### قضايا في تصميم الدراسة
إن أحد التحديات الرئيسية أمام أبحاث الوخز بالإبر هو تصميم مجموعة تحكم وهمية مناسبة. عند اختبار العقاقير الجديدة، يكون نظام التعمية المزدوجة هو المعيار المقبول، ولكن بما أن الوخز بالإبر عبارة عن إجراءات وليس أقراص، فإنه من الصعب تصميم دراسة تنطبق على كل من أخصائى الوخز بالإبر والمريض بناء على هذا المعيار. وتنشأ المشكلة نفسها مع التجارب مزدوجة التعمية المستخدمة في الطب الحيوي، بما في ذلك جميع العمليات الجراحية، وطب الأسنان، والعلاج الطبيعي.
إن التعمية ما زالت تحديا يواجه ممارس الوخز بالإبر. وأحد الحلول المقترحة لتطبيق التعمية على المريض هو تطوير «الوخز بالإبر الوهمى»، أي أن الوخز بالإبر يكون سطحيا أو في غير أماكن الوخز بالإبر. ولا يزال الجدل حول ما إذا كان الوخز بالإبر الوهمى يشكل وهميا صحيحا، وماهى الشروط اللازمة لذلك. ولا سيما في دراسات الألم، حيث إدخال الإبر في أي مكان بالقرب من مكان الألم قد يؤدى إلى نتائج مفيدة
وفي دراسة أجريت عام 2004 على 570 مريض بالتهاب المفاصل، انخفض متوسط الألم الذي شعر به الأشخاص الذين يتلقون العلاج بالإبر وفقا لمقياس ووماك إلى 40% بعد 14 أسبوع؛ وبالنسبة للوخز بالإبر الوهمى، كان 30 في المئة فقط، أما للذين يحصلون على توجيهات فقط عن حالتهم، كان 22 في المئة.
وفى دراسة محكمة أجريت على 300 مريض بالصداع النصفي في عام 2005، أفادت أن الوخز بالإبر في أماكن الوخز بالإبر وفي غير أماكن الوخز بالإبر أدى إلى تحسن بالمقارنة مع المرضى الذين لايزالوا على قائمة الانتظار، ولا توجد فوارق كبيرة بين المجموعتين.
دراسة أخرى لتيد كابتكوك وآخرون، أجريت على 270 مريضا بألم في الذراع، في عام 2006، أظهرت أن الوخز بالإبر الوهمى كان له تأثير أقوى على الألم من تأثير الأقراص، وخلصت الدراسة إلى: «يبدو أن التأثير الوهمى أكثر مرونة ويعتمد على كيفية استخدامه بالأساليب الطبية».
في دراسة لمايو كلينيك، أجريت على 103 سيدة بعد أنقطاع الطمث تتراوح أعمارهم بين 45 و59؛ حيث قالوا أنهم يشعرون بومضات ساخنة ما لا يقل عن خمس مرات يوميا ولم يستخدموا أية علاجات أخرى. تم اختيار نصفهم عشوائيا لتلقي سلسلة موحدة من علاجات الوخز بالإبر. الذين يعالجون بالوخز بالإبر الحقيقي، وضعت لهم الإبر في نفس الأماكن في الذراعين والساقين وأسفل البطن، أما النصف الآخر تلقى العلاجات الوهمية، حيث استخدمت الإبر سطحيا بالقرب من نفس الأماكن ولكن بعيدا عن ما يسمى بنقاط الضغط. الباحثون فقط يعرفون من يتلقى العلاج الحقيقى، لكن السيدات لا يعرفن. وبعد أنتهاء ستة أسابيع، لم يكن هناك اختلاف بين المجموعتين. حيث 61 في المئة من مجموعة العلاج الوهمى لا تزال تعاني من الومضات الساخنة، في حين أن 62 في المئة من مجموعة العلاج الفعلى لا تزال تشعر بالومضات الساخنة أيضا.
وفى تحليل ل13 دراسة أجريت على علاج الألم بالوخز بالإبر، والذي نشر في كانون الثاني / يناير 2009 في مجلة بى إم جاى، توصل إلى أن الأختلافات بسيطة بين تأثير الوخذ بالإبر الفعلى والوهمى وعدم استخدام الإبر أيضا.
وفي دراسة قام بها إتش.إتش، موفت، توصل إلى أن تأثير الوخز بالإبر أكثر من مجرد تأثير وهمي، ولكن تأثير الوخز بالإبر الوهمى ليس مجرد تأثيرا وهميا. «وهكذا، فإن النظريات التقليدية التي تحدد نقاط محددة وتقنيات تحفيز لتمييز الفعلى من الوهمى لا يمكن الاعتماد عليها ولا تسفر عن نتائج.»

### الأدلة الطبية
هناك اتفاق عام على أنه يجب العمل داخل إطار الأدلة الطبية لتقييم النتائج الصحية وكذلك من الضرورى انتظام المراجعات مع البروتوكولات الصارمة. لذلك منظمات مثل كوشرين كولابوريشن وباندولير هي التي تقوم بنشر هذه المراجعات. ومن الناحية العملية، «تهدف الأدلة الطبية إلى تكامل الخبرات الفردية والتوصل لأفضل الدلائل»، لكن هذا لا يطلب أن يتجاهل الأطباء الأبحاث الأخرى.
لخص الباحث ارنست إدزرد وزملاؤه تطوير قواعد الوخز بالإبر من خلال مراجعة في عام 2007. حيث عقدوا مقارنة بين مراجعات منتظمة (مع منهجية مماثلة) في عامي 2000 و2005 :
فعالية الوخز بالإبر لا تزال مثيرة للجدل.... وتشير النتائج إلى أن الأدلة زادت عن 13 من الشروط ال26 المدرجة في هذه المقارنة. وهناك 7 مؤشرات تشير إلى أنه أصبح أكثر إيجابية (أي لصالح الوخز بالإبر) و6 مؤشرات قد تغيرت في الاتجاه المعاكس. وخلص البحث إلى أن أبحاث الوخز بالإبر نشطة. إن الدلائل الواضحة تدل ضمنا على أن الوخز بالإبر علاج فعال لبعض الحالات وليس كلها.
بخصوص لآلام أسفل الظهر، تذكر مراجعات كوشرين (2005) ما يلي :
شملت هذه المراجعة المنهجية 35 تجربة عشوائية غطت 2861 مريضا. لا توجد أدلة كافية توصي بالوخز بالإبر أو الإبر الجافة لعلاج آلام أسفل الظهر الحادة. أما بالنسبة لاّلام أسفل الظهر المزمنة، تبين النتائج أن الوخز بالإبر أكثر فعالية لتخفيف الآلام من عدم تناول أي علاج أو الوخز الوهمى، في قياسات تصل إلى ثلاثة أشهر. كما تظهر النتائج أيضا أن الوخز بالإبر أكثر فعالية لتحسين آلام أسفل الظهر المزمنة، على المدى القصير. إن الوخز بالإبر ليس أكثر فعالية من العلاجات التقليدية و«البديلة». وعندما يضاف الوخز بالإبر إلى العلاجات التقليدية، فإنه يخفف من الألم ويحسن الوظائف أفضل من استخدام العلاجات التقليدية وحدها. ومع ذلك، فإن فعاليته لا تزال ضئيلة. ويبدو أن الإبر الجافة مفيدة قي مساعدة العلاجات الأخرى لتخفيف الآم أسفل الظهر المزمنة.
هناك أيضا مراجعة لمانهيمر وآخرون في دورية سجلات الطب الباطني (2005) وصلت إلى استنتاجات مماثلة لمراجعة كوشرين عن الام أسفل الظهر. أما مراجعة الجمعية المريكية للألم / الكلية الأمريكية للأطباء وجدت أدلة عادلة على أن الوخز بالإبر فعال في حالات اّلام أسفل الظهر المزمنة.
كما صدرت مراجعة 2008 تقترح الجمع بين الوخز بالإبر والعلاجات لتقليدية للعقم مثل التلقيح الصناعي قد يؤدى إلى تحسن كبير في معدلات نجاح مثل هذه التدخلات الطبية.
بالنسبة للغثيان والقيء: في مراجعة كوشرين (لي ودون، 2006) بخصوص استخدام تحفيز نقاط الضغط من أجل الحد من الغثيان والقيء بعد العمليات، توصل إلى أن تحفيز نقاط الضغط يمكن أن يحد من مخاطر ما بعد الجراحة من الغثيان والقيء بالحد الأدنى من الآثار الجانبية، على الرغم من أن فعاليته أقل من أو تساوي فعالية الأدوية الواقية. كما قال كوشرين أيضا: «إن العلاج بالوخذ بالإبر الكهربائية يكون فعال في اليوم الأول للتقيؤ بعد العلاج الكيميائي، ولكن أثبتت التجارب أن الأدوية الحديثة المضادة للتقيؤ لازمة».
مراجعة 2007 لكوشرين بخصوص استخدام الوخز بالإبر لعلاج ألم الرقبة :
هناك دليل معتدل على ان الوخز بالإبر يخفف من الألم أفضل من بعض العلاجات الوهمية، يقاس ذلك في نهاية العلاج. هناك أدلة معتدلة على أن الذين يتلقون العلاج بالإبر شعروا بألم أقل بعد وقت قصير أفضل من هؤلاء الذين على قائمة الانتظار. وهناك أيضا أدلة معتدلة على أن الوخز بالإبر أكثر فعالية من العلاجات غير النشطة لتخفيف الألم بعد العلاج، خلال وقت قصير من المتابعة.
الصداع، خلص كوشرين (2006) إلى أنه: «على الرغم من كل ذلك، فإن الأدلة الموجودة تدعم فعالية الوخز بالإبر لعلاج الصداع مجهول الأسباب. ومع ذلك، فإن نوعية الأدلة وكميتها ليست مقنعة تماما. هناك حاجة ملحة إلى وجود مخطط واسع النطاق ودراسات لتقييم فعالية الوخز بالإبر وتكلفته تحت ظروف واقعية.»
أشارت عدة تجارب إلى استفادة مرضى الصداع النصفى من الوخز بالإبر، على الرغم من أن الأماكن الصحيحة للإبر تبدو غير مطابقة تماما لما يعتقده أخصائيو الوخذ بالإبر.ونخلص من هذه التجارب إلى أن الوخز بالإبر جاء بنتائج أفضل وآثار سلبية أقل من الأدوية الوقاثية.
وبالنسبة لالتهاب المفاصل، فقد اظهرت المراجعات منذ عام 2006 فرق طفيف الوخز بالإبر الحقيقي والوهمى.
الألم العضلى التليفى، أظهرت مراجعة منهجية لأفضل 5 تجارب عشوائية محكمة متاحة وجود نتائج مختلطة. ثلاثة دراسات إيجابية، وكلها تستخدم الوخز بالإبر الكهربائية، وأظهرت نتائج على المدى القصير. المنهجية النوعية للخمس تجارب كانت متداخلة، ومنخفضة.
وبالنسبة للحالات التالية، كوشرين كولابوريشن خلصت إلى أنه لا توجد أدلة كافية لتحديد ما إذا كان الوخز بالإبر مفيد أم لا، بسبب قلة ورداءة نوعية البحث، وأنه يلزم إجراء مزيد من الأبحاث :
| - الربو المزمن - شلل الوجه النصفى - الاعتماد على الكوكايين (الوخز بالإبر في اللأذن) - الاكتئاب - عسر الطمث الأولى (الوخز بالإبر بالإضافة للاستثارة الكهربية للأعصاب عن طريق الجلد) - الصرع | - المياه الزرقاء (الجلوكوما) - الأرق - أعراض القولون العصبي - التحفيز على الولادة - التهاب المفاصل - ألم الكتف | - انفصام الشخصية - والإقلاع عن التدخين - السكتة الدماغية الحادة - إعادة التأهيل من السكتة الدماغية - ألم الكوع (الألم الجانبي للكوع) - الخرف الوعائي |

أظهرت بعض الدراسات التي أجريت حول فعالية الوخز بالإبر نتائج إيجابية قد يكون بسبب قصور في تصميم الدراسات أو قصور في نشرها.

### أدلة من دراسات التصوير العصبى
يبدو أن الوخز بالإبر يؤثر على نشاط قشرة المخ، كما يتبين من التصوير بالرنين المغناطيسي والتصوير بالأشعة المقطعية بالانبعاث البوزيتروني.في مراجعة شملت مجموع ما كتب في عام 2005 توصلت إلى أن بيانات التصوير العصبى حتى الآن تبشر بالقدرة على التمييز بين آثار الوخز بالإبر المتوقعة والفعلية والوهمية. معظم هذه الدراسات صغيرة ومرتبطة بالألم، ولذلك هناك حاجة إلى المزيد من الأبحاث لتحديد خصائص تفعيل المواد العصبية للمؤشرات غير المؤلمة.

### بيان المعاهد الوطنية للصحة
في عام 1997، أصدرت وزارة الصحة والخدمات الإنسانية بالولايات المتحدة الأمريكية عن المعاهد الوطنية للصحة بيانا بخصوص الوخز بالإبر خلصت فيه إلى أن هناك أمان سبي للوخز بالإبر مقارنة ببعض العلاجات الطبية الأخرى. وذكروا أن قرار استخدامه في الممارسة الطبية يعتمد على عدة عوامل، منها «حالة المريض، الخبرة، واحتمال الأذى، والمعلومات من الزملاء والمتخصصون». هذا البيان ليس السياسة التي تتبعها المؤسسة وإنما هو تقييم اللجنة التي تعقدها المؤسسة.
انتتقد والاس سامبسون هذا البيان وكذلك المؤتمر الذي أعلن من خلاله، يكتب سامبسون لصالح جهة نشر تابعة لكواك ووتش.يقول سامبسون أن رئيس الاجتماع هو شخص مؤيد قوى للعلاج بالوخز بالإبر، ولم يأت بالأشخاص الذين مروا باّثار سلبية نتجت عن الوخز بالإبر، لذلك فهو يعتقد أن التقرير يفتقد الدليل العلمى.
ولايزال المركز الوطني للطب التكميلي والبديل التابع للمعاهد الوطنية للصحة يلتزم بالبيان الصادر عن المؤسسة،

### بيان منظمة الصحة العالمية
في عام 2003، نشرت إدارة العقاقير الأساسية والطب بمنظمة الصحة العالمية تقريرا بقائمة من الأمراض والأعراض التي قد أثبت الوخز بالإبر فعالية في علاجها كما يلي :
- الزحار العضوي الحاد
- الاّثار السلبية للعلاج بالأشعة و/ أو العلاج الكيماوي
- حساسية الأنف
- المغص المرارى
- اضطرابات الاكتئاب
- ارتفاع ضغط الدم الأساسي
- الصداع
- الولادة وتصحيح وضع الجنين
- التهاب الأنسجة المحيطة بالكتف
- عـوز كريات الـدم البيضاء
- الغثيان والقيء ويشمل غثيان الصباح
- ألام الشرسوف بالمعدة، الوجه والعنق، وأوتار المرفق، وأسفل الظهر والركبة، وخلال علاج الأسنان، وبعد العمليات.
- اّلام الحيض الأولية
- هبوط ضغط الدم الأساسي
- المغص الكلوي
- التهاب المفاصل
- ألم النسا
- التواء المفاصل
- السكتة الدماغية

كما أدرج التقرير الحالات الأخرى التي قد يكون الوخز بالإبر فعال في علاجها.
كما وضحت منظمة الصحة العالمية الهدف من هذا التقرير:
«من أجل تعزيز الاستخدام الملائم للوخز بالإبر في الدول الأعضاء التي لم يستخدم فيها الوخز بالإبر على نطاق واسع، فإن هذه الوثيقة مرفق بها ملخص لكل ما له صلة بتقييم ممارسة الوخز بالإبر. كما تشتمل على الشروط الطبية المرتبطة بهذه البيانات. ويجب التأكيد على أن الأمراض والأعراض والحالات التي يشملها هذا التقرير تم جمعها من التجارب، وبذلك يمكن استخدامها كمرجع. والسلطات الصحية الوطنية هي فقط التي يمكنها أن تحدد الأمراض والأعراض والحالات التي يوصى لها بالعلاج بالوخز بالإبر.»
كان هذا التقرير مثيرا للجدل؛ حيث يقول المعارضون أن هذا التقرير ورد عن أنصار هذه الممارسة داخل منظمة الصحة العالمية. كما أعرب عدد من العلماء عن قلقهم من أن الأدلة المؤيدة للوخز بالإبر ضعيفة، وأن منظمة الصحة العالمية متحيزة لإشراك ممارسي الطب البديل.

## السلامة والمخاطر
لأن الوخز بالإبر يخترق الجلد فهو لا يخلو من المخاطر. لكن الإصابات نادرة بين المرضى الذين يقوم بعلاجهم ممارسون مدربون. وفي معظم السلطات القضائية، يتعين بموجب القانون أن تكون الإبر معقمة، وتستخدم مرة واحدة فقط، ويجب التخلص منها بعد الاستعمال. وفي بعض الأماكن، يمكن إعادة استخدام الإبر إذا أعيد تعقيمها باستخدام جهاز تعقيم مثلا.
يوجد عديد من أساليب الوخز بالإبر على الطريقة اليابانية لا يتم فبها أبدا اختراق الإبر للجلد. في هذه الحالات تستخدم الإبر على الجلد لكنها لا تخترقه، كما تستخدم أدوات أخرى للنقر على الجلد في أماكن خطوط الطاقة. ومن الأمثلة البارزة في هذه الأنماط تويوهارى، وشونيشين

### سلبيات طفيفة عامة
تم إجراء مسح في اليابان على 55.291 حالة تم علاجها بالوخز بالإبر خلال أكثر من خمس سنوات تولى هذه العلاجات 73 أخصائى وخز بالإبر، 99.8% منهم أتموا العلاج بدون آثار سلبية طفيفة ولا كبيرة. كشفت دراستان أجريتا في بريطانيا عن 66.229 حالة عولجت بالوخز بالإبر لم ينتج عنها سوى 134 أثر سلبى طفيف. وبلغ مجموع 121.520 حالة عولجت بالوخز بالإبر لم ينتج عنها اّثارا سلبية أساسية (باستثناء حالة واحدة فقط تمثل 0.0008 ٪).
كشفت دراسة لإرنست وآخرون شملت أكثر من 400 مريض تلقوا فوق 3500 علاج بالوخز بالإبر، فوجد أن أكثر الآثار السلبية شيوعا للوخز بالإبر هي :
- نزيف طفيف بعد إزالة الإبر، لما يقرب من 3% من المرضى. (لكن استخدام قطعة من القطن لنحو دقيقة واحدة عادة ما يكفي لوقف النزيف.)
- تجمع دموى، في حوالي 2% من المرضى، ويظهر في شكل كدمات. وهذه عادة ما تزول بعد أيام قليلة.
- الدوار، في حوالي 1% من المرضى. بعض المرضى يكون واعيا والبعض يفقد الوعي بسبب الخوف من الإبر وكذلك بعض الأعراض الأخرى المرتبطة بالقلق. وعادة ما يكون المريض في وضع الاستلقاء أثناء العلاج لتلافى احتمال الإغماء.

وخلصت الدراسة إلى أن: «الوخز بالإبر له آثار سلبية، مثله مثل أي علاج اّخر. ولكن إذا استخدم وفقا لقواعد السلامة وبعناية في المناطق التشريحية المناسبة ، فيكون آمنا».

### إصابات أخرى
مخاطر أخرى تنجم عن وخز الإبر تشمل ما يلي:
- إصابة عصب ينتج عن الوخز العارض لأى عصب.
- تلف المخ أو السكتة الدماغية، والتي من الممكن أن تنتج عن الوخز العميق في قاع الجمجمة.
- الاسترواح الصدري، ينتج عن الوخز العميق بالإبر في الرئة.[82]
- تلف الكلى نتيجة الوخز أسفل الظهر.
- ثقب غشاء القلب، قد يحدث مع الوخز بالإبر فوق فتحة في عظمة الصدر ناتجة عن عيب خلقي.[83]
- خطر إسقاط الحمل مع استخدام بعض نقاط الوخز بالإبر التي تحفز إنتاج هرمون ادرينو كورتيكوتروبين أو هرمون اوكسيتوسين.
- استخدام إبر غير معقمة يؤدى لانتقال الأمراض المعدية.

فرص حدوث هذه المخاطر ضئيلة جدا؛ حيث يمكن تلافيها عن طريق التدريب المناسب لأخصائيي الوخذ بالإبر. يتلقى خريجو كليات الطب (الولايات المتحدة)، وخريجو الكليات المعتمدة للوخز بالإبر التدريب على الأساليب المناسبة لتجنب هذه الأحداث. (انظر، تشنج، 1987)

### المخاطر الناجمة عن الاستغناء عن الرعاية الطبية التقليدية
إن استبدال علاجات الطب الغربي بالطب البديل يمكن أن يؤدي إلى تشخيص غير كاف أو علاج لبعض حالات أثبت فيها الطب الغربي فعالية أفضل. لهذا السبب يفضل كثير من الأطباء وأخصائيوا الوخز بالإبر اعتبار الوخز بالإبر علاج تكميلى وليس علاجا بديلا.
وأعرب الباحثون عن قلقهم من أن سذاجة أو انعدام أخلاق بعض الممارسين قد تدفعهم لحث المرضى على الإنفاق على علاجات غير فعالة. لذلك قامت بعض الجهات المعنية بالصحة العامة بتنظيم ممارسة الوخز بالإبر.

### مدى سلامة هذا العلاج مقارنة مع العلاجات الأخرى
وتعليقا على مدى سلامة العلاج بالوخز بالإبر مقارنة مع غيره من العلاجات، قالت المعاهد الوطنية للصحة أن الآثار الجانبية للوخز بالإبر منخفضة للغاية مقارنة بالعلاجات التقليدية". كما ذكرت أيضا:
«إن الآثار الضارة له أقل بكثير من العديد من الأدوية أو غيرها من الإجراءات الطبية التي تستخدم لنفس الحالات.  فعلى سبيل المثال، حالات الجهاز العضلي الهيكلي، مثل: الالتهاب العضلى التليفى، الألم اللفافي العضلي، وألم وتر المرفق... من الحالات التي قد يكون الوخز بالإبر مفيدا قي علاجها.  عادة ما تعالج هذه الحالات المؤلمة، باستخدام علاجات أخرى، مثل الأدوية المضادة للالتهابات (الاسبرين، ايبوبروفين، ألخ) أو عن طريق الحقن بالستيرويد. كل من العلاجين الطبيين لهما آثارا جانبية ضارة، لكن ما زالا يستخدما على نطاق واسع ويعتبرا من الطرق المقبولة قي العلاج».

## الوضع القانوني والسياسي
إن أخصائيوا الوخز بالإبر إما أن يستخدمون العلاج بالأعشاب الدوائية أو بالتدليك، أإما أن يكونوا أطباء، الذين بالإضافة إلى تخصصهم في الطب يمارسون الوخز بالإبر بشكل مبسط. في معظم الولايات، لا يطلب من الأطباء التدريب الرسمى على الوخز بالإبر. لكن أكثر من 20 دولة تسمح لأخصائيي تقويم العمود الفقري بممارسة الوخز بالإبر بعد تدريب أقل من 200 ساعة. يحصل أخصائيوا الوخز بالإبر عادة على أكثر من 3,000 ساعة من التدريب الطبي. أما الحصول على الترخيص يكون من الولاية أو المقاطعات ويتطلب اجتياز اختبار.
في الولايات المتحدة، يمارس الوخز بالإبر مجموعة متنوعة من مقدمي الرعاية الصحية. هؤلاء المتخصصين في الوخز بالإبر والطب الشرقي وعادة ما يشار إليهم بأخصائيوا الوخز بالإبر المرخصون. يدل دبلوم الوخز بالإبر على أن من يحمله معتمد من لجنة الشهادة الوطنية للوخذ بالإبر والطب البديل وعادة ما تعادل الشهادات المتخصصة درجة الماجستير.
وفي عام 2005، أظهر استطلاعا للرأي أن 59% من الأطباء الأمريكيين يعتقدون أن الوخز بالإبر فعال إلى حد ما. وفي عام 1996، نقلت إدارة الأغذية والعقاقير بالولايات المتحدة الإبر كأداة طبية من المرتبة الثالثة إلى المرتبة الثانية، وهذا يعني اعتبار الإبر آمنة وفعالة عندما تستخدم على النحو المناسب من قبل الممارسون المرخصون. وابتداء من عام 2004، تم توفير العلاج بالوخز بالإبر لما يقرب من 50% من الاميركيين المسجلين في خطط التأمين الصحي للموظفين.
وقد حصل أخصائيوا الوخذ بالإبر الكنديون على التراخيص في كولومبيا البريطانية، منذ عام 2003. وفي أونتاريو، أصبحت ممارسة الوخز بالإبر ينظمها الاّن قانون الطب الصينى التقليدى، لعام 2006، الفصل 27. كما تقوم الحكومة الاّن بإنشاء كلية تكون مهمتها الإشراف على تنفيذ السياسات والأنظمة المتعلقة بالمهنة.
وفي المملكة المتحدة، لم تتدخل الحكومة في تنظيم العلاج بالوخز بالإبر بعد.
وفي أستراليا، تختلف قوانين الوخز بالإبر من ولاية لأخرى. ففيكتوريا هي الولاية الوحيدة في أستراليا التي بها مجلس تنفيذي للتسجيل. وفي الوقت الراهن يلتزم أخصائيو الوخذ بالإبر في نيو ساوث ويلز بالمبادئ التوجيهية في الصحة العامة (اختراق الجلد) لائحة عام 2000، والتي تنفذ على مستوى المجالس المحلية. بينما بعض الولايات الأخرى في أستراليا لديها قوانينها الخاصة باختراق الجلد.
العديد من البلدان الأخرى لا توفر تراخيص لأخصائيي الوخذ بالإبر، بل تطلب منهم أن يحصلوا تدريب.

## معرض صور

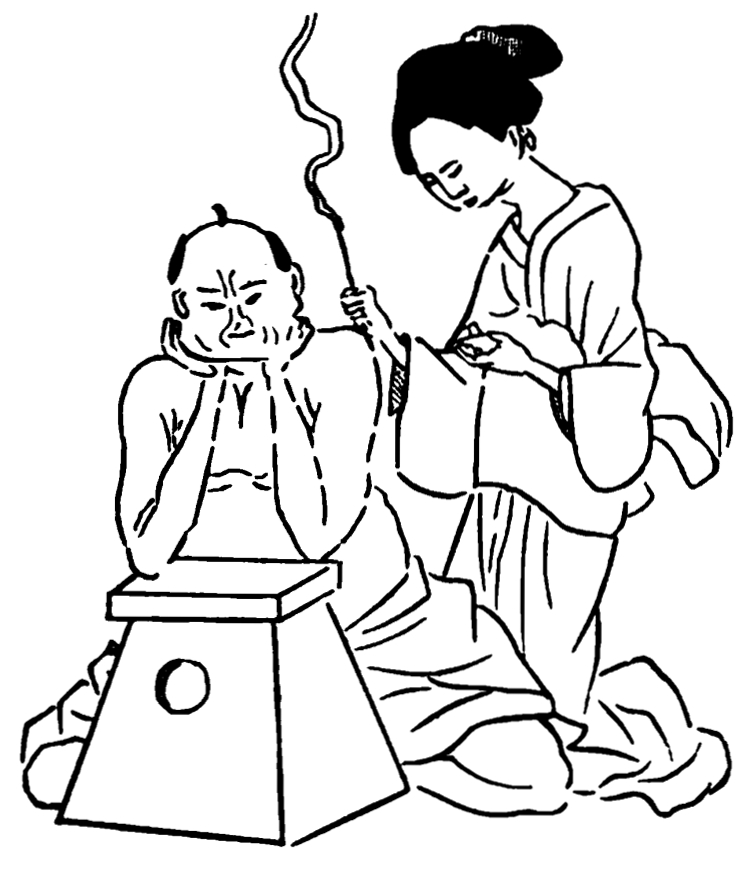
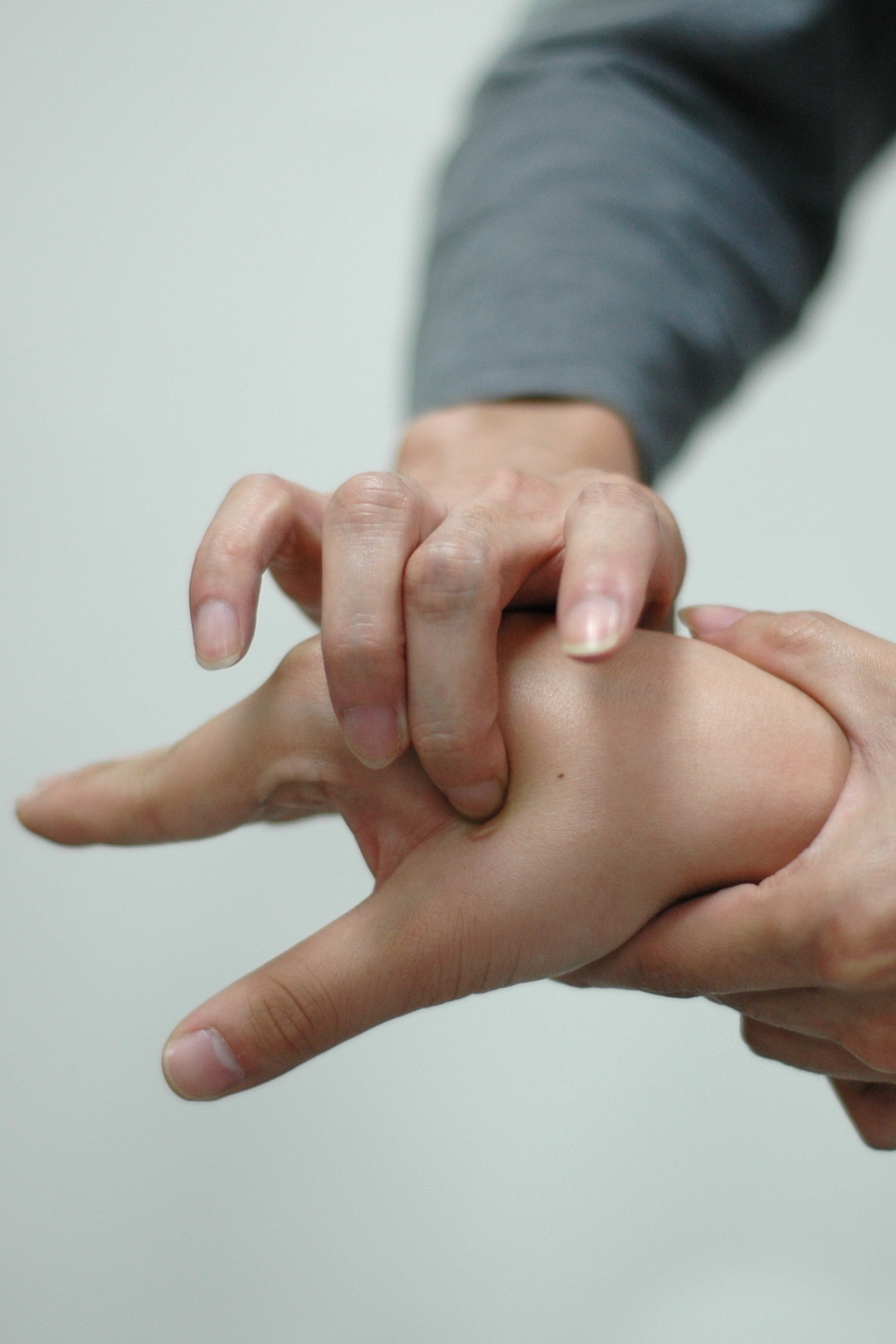
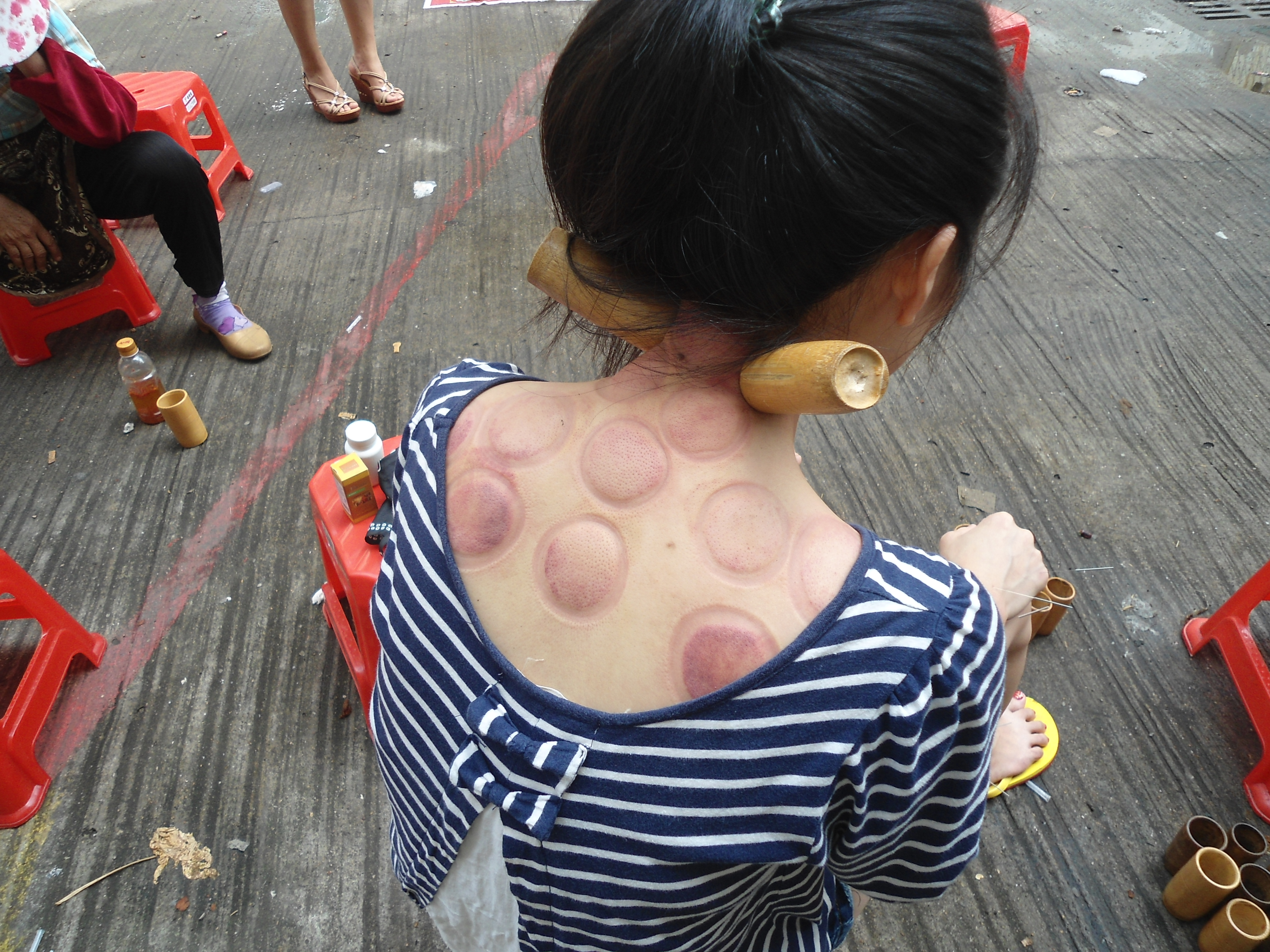
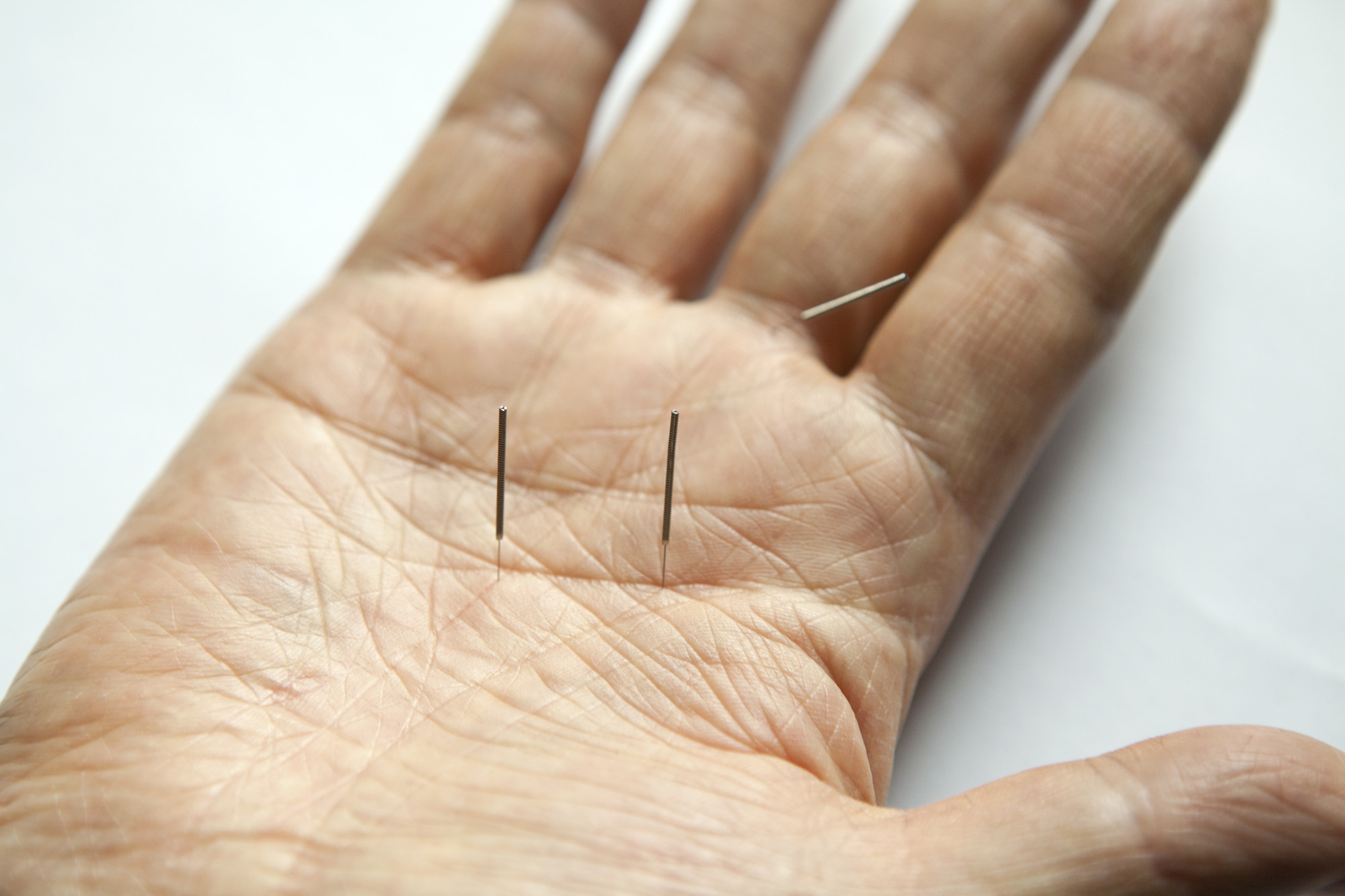

## روابط خارجية
- Acupuncture على مشروع الدليل المفتوح